# Zambia International 2019
Die Zambia International 2019 als offene internationale Meisterschaften von Sambia im Badminton fanden vom 28. November bis zum 1. Dezember 2019 in Lusaka statt.

## Sieger und Platzierte
| Disziplin    | Gold                            | Silber                             | Bronze                                        |
| ------------ | ------------------------------- | ---------------------------------- | --------------------------------------------- |
| Herreneinzel | Timothy Lam                     | Youcef Sabri Medel                 | Adham Hatem Elgamal                           |
| Herreneinzel | Timothy Lam                     | Youcef Sabri Medel                 | Koceila Mammeri                               |
| Dameneinzel  | Dorcas Ajoke Adesokan           | Doha Hany                          | Kate Foo Kune                                 |
| Dameneinzel  | Dorcas Ajoke Adesokan           | Doha Hany                          | Hadia Hosny                                   |
| Herrendoppel | Adham Hatem Elgamal Ahmed Salah | Koceila Mammeri Youcef Sabri Medel | Abdelrahman Abdelhakim Mohamed Mostafa Kamel  |
| Herrendoppel | Adham Hatem Elgamal Ahmed Salah | Koceila Mammeri Youcef Sabri Medel | Caden Kakora Robert Summers                   |
| Damendoppel  | Doha Hany Hadia Hosny           | Nour Ahmed Youssri Jana Ashraf     | Rahma Mohamed Saad Eladawy Hana Tarek Mohamed |
| Damendoppel  | Doha Hany Hadia Hosny           | Nour Ahmed Youssri Jana Ashraf     | Evelyn Siamupangila Ogar Siamupangila         |
| Mixed        | Adham Hatem Elgamal Doha Hany   | Ahmed Salah Hadia Hosny            | Abdelrahman Abdelhakim Jana Ashraf            |
| Mixed        | Adham Hatem Elgamal Doha Hany   | Ahmed Salah Hadia Hosny            | Mohamed Mostafa Kamel Nour Ahmed Youssri      |